# Bar à salade
 (octobre 2009).
Si vous disposez d'ouvrages ou d'articles de référence ou si vous connaissez des sites web de qualité traitant du thème abordé ici, merci de compléter l'article en donnant les références utiles à sa vérifiabilité et en les liant à la section « Notes et références ».

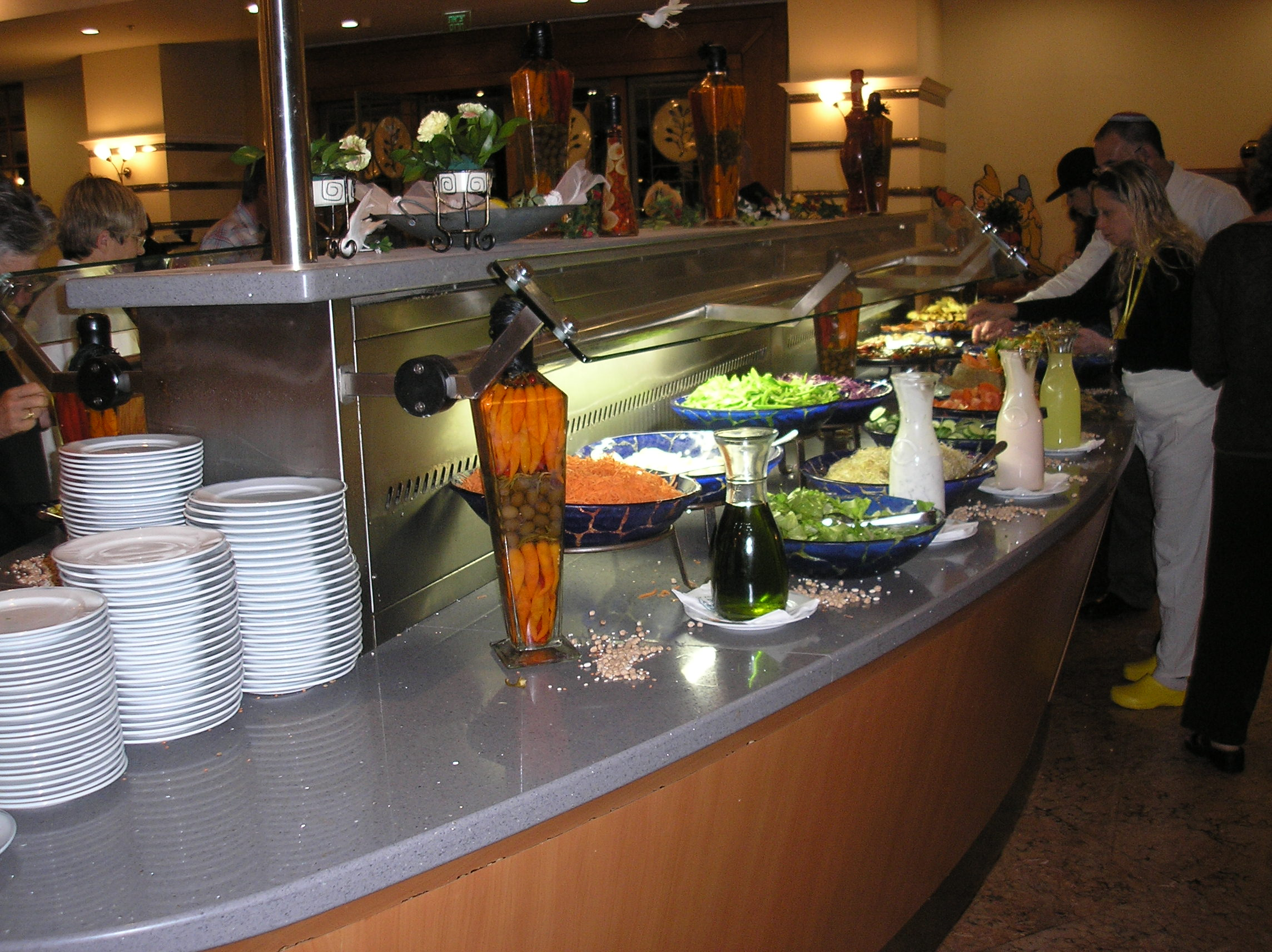
Bar à salades dans un hôtel de Tibériade.

Un bar à salade est un type de restauration rapide s'apparentant à une cantine et où les mets sont à base de salades.
Ce sont généralement des lieux dans lesquels on choisit une base de salade, que l'on complète avec plusieurs ingrédients disposés dans un vitrine réfrigérée. Le service de ce comptoir centralisé n'est pas assuré par le client mais par des employés.
L'émergence de ce type de restauration rapide est liée à une demande croissante d'une clientèle urbaine désireuse de manger autre chose, rapidement et pour un coût financier « raisonnable »[réf. nécessaire].
La petite histoire voudrait que la première marque d'enseigne à proposer le principe du « saladbar » ait été « The Cliffs » à Springfield (Illinois), en 1951.[réf. nécessaire] Toutefois, le premier bar à salade végétarien libre-service en Amérique du Nord était le Salad Bar de Jehane Benoît, situé dans la rue Sherbrooke à Montréal de 1935 à 1940.

## En France
En France, plusieurs chaînes de ce type de restaurant se partagent le marché, dont « Jour », qui a été créé en 2003 et « Green Is Better » en 2009. Ces enseignes se développent également à l'étranger.